# 버레이셔스땃쥐
버레이셔스땃쥐(Crocidura vorax)는 땃쥐과에 속하는 포유류의 일종이다. 중국과 인도, 라오스, 태국 그리고 베트남에서 발견된다.